# Leisure World
Leisure World es un lugar designado por el censo ubicado en el condado de Montgomery en el estado estadounidense de Maryland. En el Censo de 2010 tenía una población de 8.749 habitantes y una densidad poblacional de 3.065,34 personas por km².

## Geografía
Leisure World se encuentra ubicado en las coordenadas 39°6′15″N 77°4′8″O / 39.10417, -77.06889. Según la Oficina del Censo de los Estados Unidos, Leisure World tiene una superficie total de 2.85 km², de la cual 2.83 km² corresponden a tierra firme y (0.73%) 0.02 km² es agua.

## Demografía
Según el censo de 2010, había 8.749 personas residiendo en Leisure World. La densidad de población era de 3.065,34 hab./km². De los 8.749 habitantes, Leisure World estaba compuesto por el 74.93% blancos, el 17.3% eran afroamericanos, el 0.09% eran amerindios, el 3.81% eran asiáticos, el 0.06% eran isleños del Pacífico, el 2.24% eran de otras razas y el 1.57% pertenecían a dos o más razas. Del total de la población el 6.65% eran hispanos o latinos de cualquier raza.